# Tipula subtrunca
Tipula subtrunca är en tvåvingeart som beskrevs av Mannheims 1966. Tipula subtrunca ingår i släktet Tipula och familjen storharkrankar. Inga underarter finns listade i Catalogue of Life.